# Muzică de colecție, Vol. 66 – Vali Sterian
Muzică de colecție, Vol. 66 – Vali Sterian este o compilație lansată de cotidianul Jurnalul Național în data de 3 noiembrie 2008, care face parte din seria „Muzică de colecție / Recurs la România”. Volumul cu numărul 66 al seriei este dedicat cantautorului Valeriu Sterian și reprezintă practic o reeditare a compilației The Very Best of Valeriu Sterian, lansată de Fundația Culturală Phoenix în iunie 2000. Cele 18 piese prezente pe compilația reeditată și ordinea lor sunt aceleași, singura diferență constând în faptul că melodiile „Axioma copiilor”, „Fericire”, „Zori de zi” și „Amintire cu haiduci” apar în variante diferite față de cele incluse pe materialul din 2000. Astfel, primele trei sunt prezente aici în variantele reluate de pe albumul Nimic fără oameni din 1989, iar „Amintire cu haiduci” este prezentă în versiunea folk, înregistrată în anii ’70 cu aportul muzicuțistului Cornel Ionescu. Apariția discului Muzică de colecție, Vol. 66 s-a produs cu colaborarea caselor de discuri Compania de Sunet, Electrecord și Intercont Music, și a fost însoțită de un supliment Jurnalul Național, dedicat vieții și operei lui Vali Sterian.

## Piese
1. Cântec de oameni
2. Cu iubirea de moșie
3. Antirăzboinică
4. Veac XX
5. Iluzia unei insule
6. Priveliște fără bufon
7. Concluzie
8. Sunt vinovat
9. Axioma copiilor
10. Fericire
11. Zori de zi
12. Nopți
13. Exercițiu
14. Ploaia
15. Amintire cu haiduci
16. Rugă
17. Pariu pe o lacrimă
18. Anotimpuri

Muzică: Valeriu Sterian (1-11, 13-18); Valeriu Sterian și Carmen Marin (12)

Versuri: Valeriu Sterian (1, 4, 7, 8, 10, 11, 13, 14, 15, 17, 18); Ion Horea (2); Adrian Păunescu (3, 5); George Țărnea (6, 9); Valeriu Sterian și Carmen Marin (12); Corneliu Coposu (16)

## Personal
- Valeriu Sterian – voce, chitară (1-18); percuție (1-3); muzicuță (13, 14)
- Dan Andrei Aldea – chitară (1-3)
- Gabi Vulpe – chitară bas (1, 2, 15)
- Iulian Constantinescu – baterie, percuție (1-6, 9, 15)
- Nicolae Enache – sintetizator (3)
- Dan Bădulescu – chitară (4-7); chitară bas (3)
- Ioan Rangă – chitară bas (4-7)
- Cristian Luca – chitară (8-11)
- Laurențiu Cristea – chitară bas (8-11)
- Lucian Blaga – sintetizator (8-11)
- Marius Keseri – baterie (8-11)
- Radu Bacalu – claviaturi (9-11)
- Dan Cimpoeru – chitară (14)
- Mihai Petrescu – chitară bas (14)
- Radu Gheorghe – baterie (14)
- Cornel Ionescu „Muzicuță” – muzicuță (15)
- Sorin Minghiat – flaut (16)
- Doru Stănculescu – voce (18)
- Dan Pirici – chitară bas (18)
- Oliver Sterian – percuție (18)
- Bent Bredesen – chitară (12)
- Rune Haukum – chitară bas (12)
- Tore Wildhauer – baterie (12)
- Terje Tranaas – claviaturi (12)